# Morska Brygada Okrętów Pogranicza
Morska Brygada Okrętów Pogranicza – zlikwidowany związek taktyczny Wojsk Ochrony Pogranicza, następnie Marynarki Wojennej, odpowiedzialny za ochronę granicy morskiej.

## Formowanie i zmiany organizacyjne

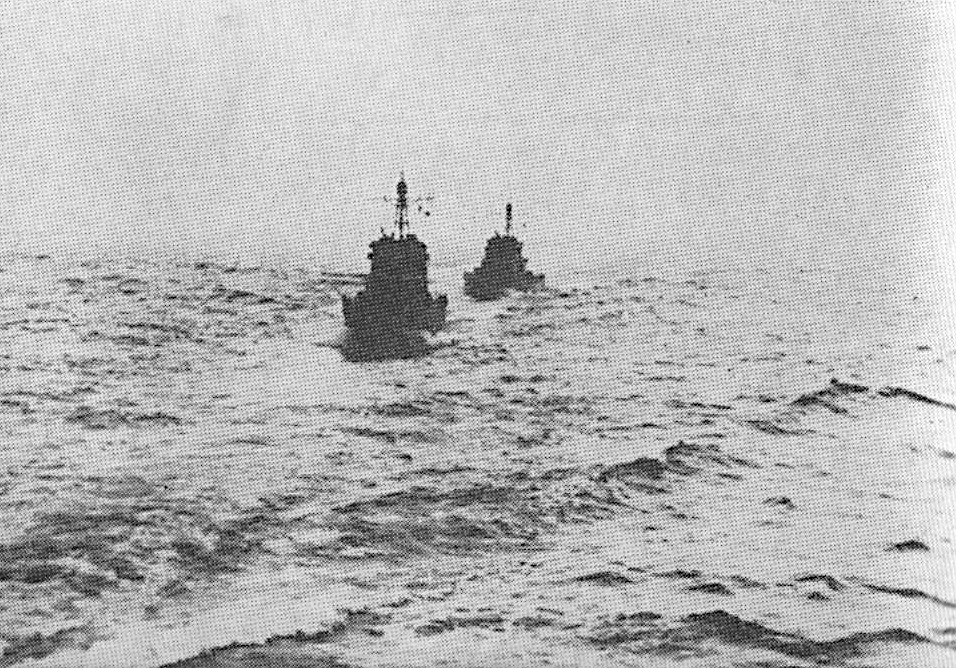
Okręty Pogranicza Marynarki Wojennej w akcji (1971–1984)

W czasach Polskiej Rzeczypospolitej Ludowej za ochronę granicy odpowiadały Wojska Ochrony Pogranicza (WOP), które do początku lat 60. XX wieku podlegały Ministerstwu Spraw Wewnętrznych. Trzy nadmorskie brygady WOP posiadały w swoim składzie dywizjony okrętów pogranicza. W 1965 zdecydowano podporządkować WOP Ministerstwu Obrony Narodowej i równocześnie rozdzielić zadania ochrony granicy na lądzie i morzu.
Zarządzeniem Szefa Sztabu Generalnego z 22 grudnia 1965 wydzielono dywizjony okrętów pogranicza z brygad WOP i utworzono z nich w terminie do 30 marca 1966 6. Brygadę Okrętów Pogranicza z siedzibą dowództwa w Nowym Porcie w Gdańsku. Brygada nie została podporządkowana dowództwu Marynarki Wojennej, lecz Marynarka otrzymała zadanie zabezpieczenia funkcjonowania okrętów pogranicza, stąd sformowano w jej strukturze nowe komendy portu wojennego w Gdańsku i Kołobrzegu (zlikwidowane w 1974). 15 kwietnia 1966 6. Brygada Okrętów Pogranicza została przemianowana na Morską Brygadę Okrętów Pogranicza, a jej poszczególne dywizjony otrzymały nazwy wyróżniające w miejsce numerów. Brygada ta przejęła wszystkie funkcje w zakresie operacyjnej działalności na morzu, w tym także w zakresie ochrony wód terytorialnych i wybrzeża od strony morza.
Skład MBOP:
- Pomorski Dywizjon Okrętów Pogranicza w Świnoujściu (dawny 30. Dywizjon Okrętów Pogranicza)
- Kaszubski Dywizjon Okrętów Pogranicza w Gdańsku-Westerplatte (dawny 31. Dywizjon Okrętów Pogranicza)
- Bałtycki Dywizjon Okrętów Pogranicza w Kołobrzegu (dawny 32. Dywizjon Okrętów Pogranicza).

Na wypadek wojny, okręty i kutry MBOP miały być zmobilizowane i włączone do pododdziałów MW.
1 października 1971 Morska Brygada Okrętów Pogranicza wraz z podległymi jej dywizjonami (także lotnictwem rozpoznawczym WOP) podporządkowana została Marynarce Wojennej. Odtąd brygada ochraniała granicę morską już w ramach organizacyjnych Marynarki Wojennej. Struktura Brygady czasu pokoju pozostała taka sama, natomiast ewoluowało przyporządkowanie jednostek na wypadek wojny.
1 sierpnia 1991 utworzono Morski Oddział Straży Granicznej w ramach Straży Granicznej1, któremu Marynarka Wojenna przekazała siły i środki z rozformowanej MBOP.

## Jednostki pływające
- okręty patrolowe:
  - OP-201 „Jamno”[8]

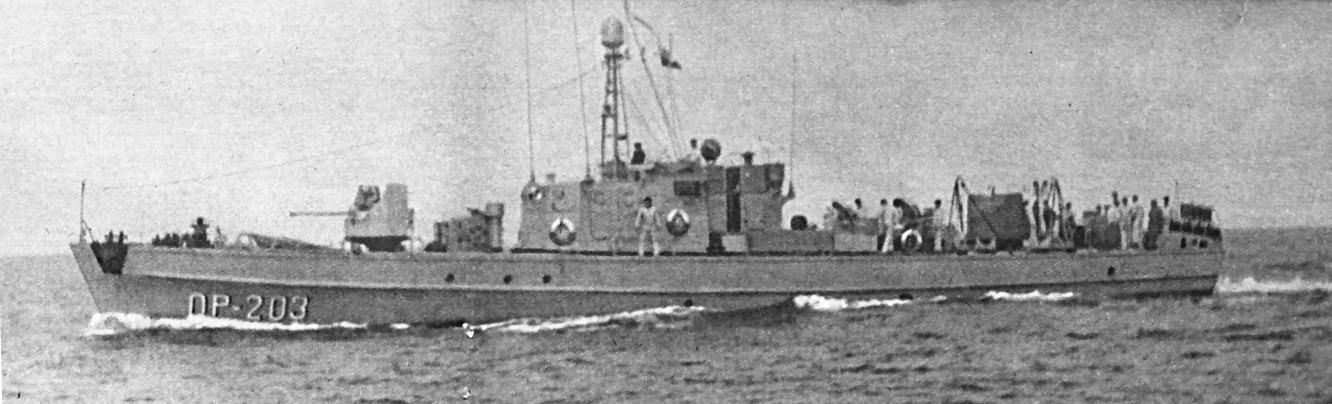
OP-203 „Gopło” projektu 9

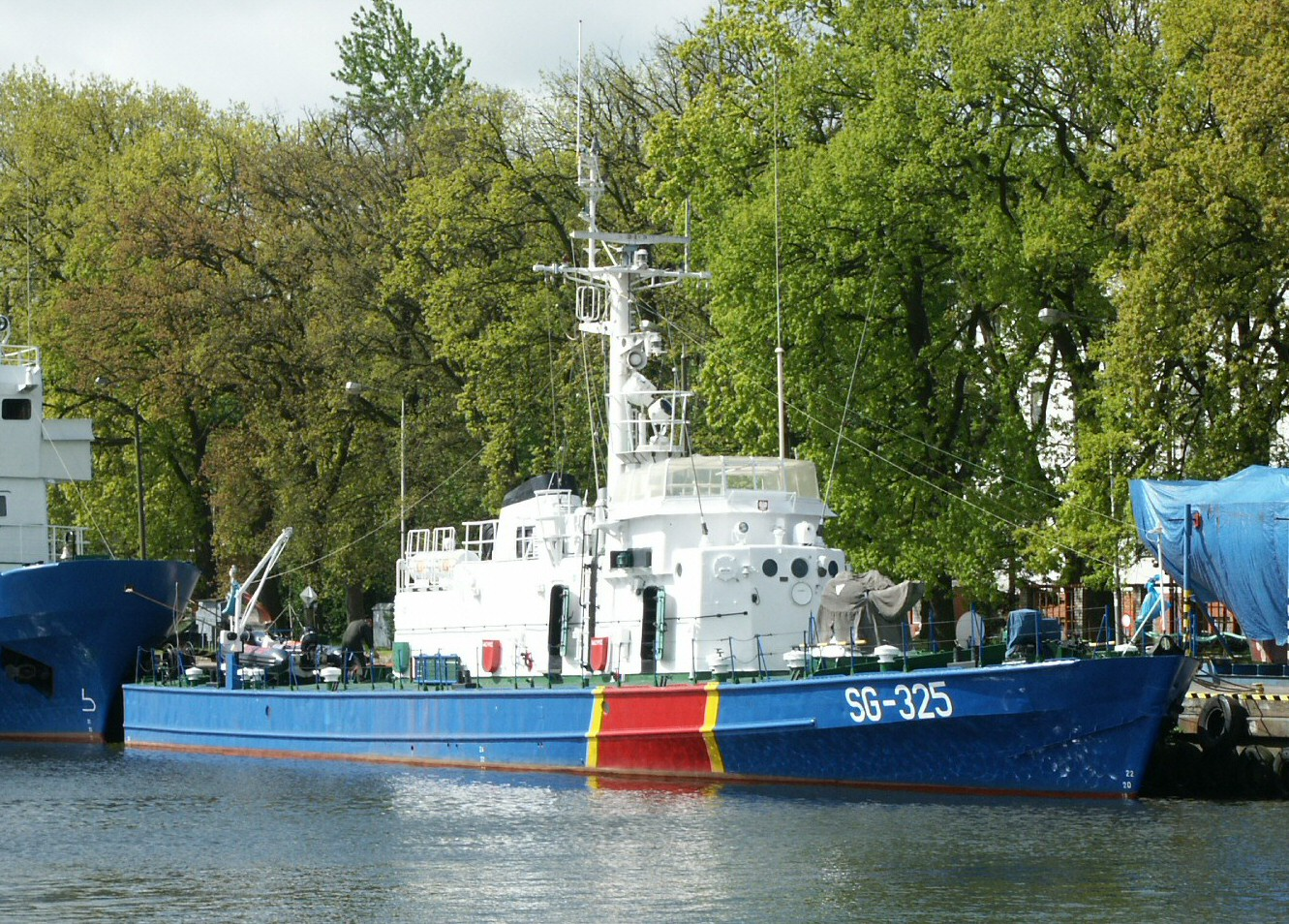
SG-325, dawny ORP „Tęcza” projektu 912

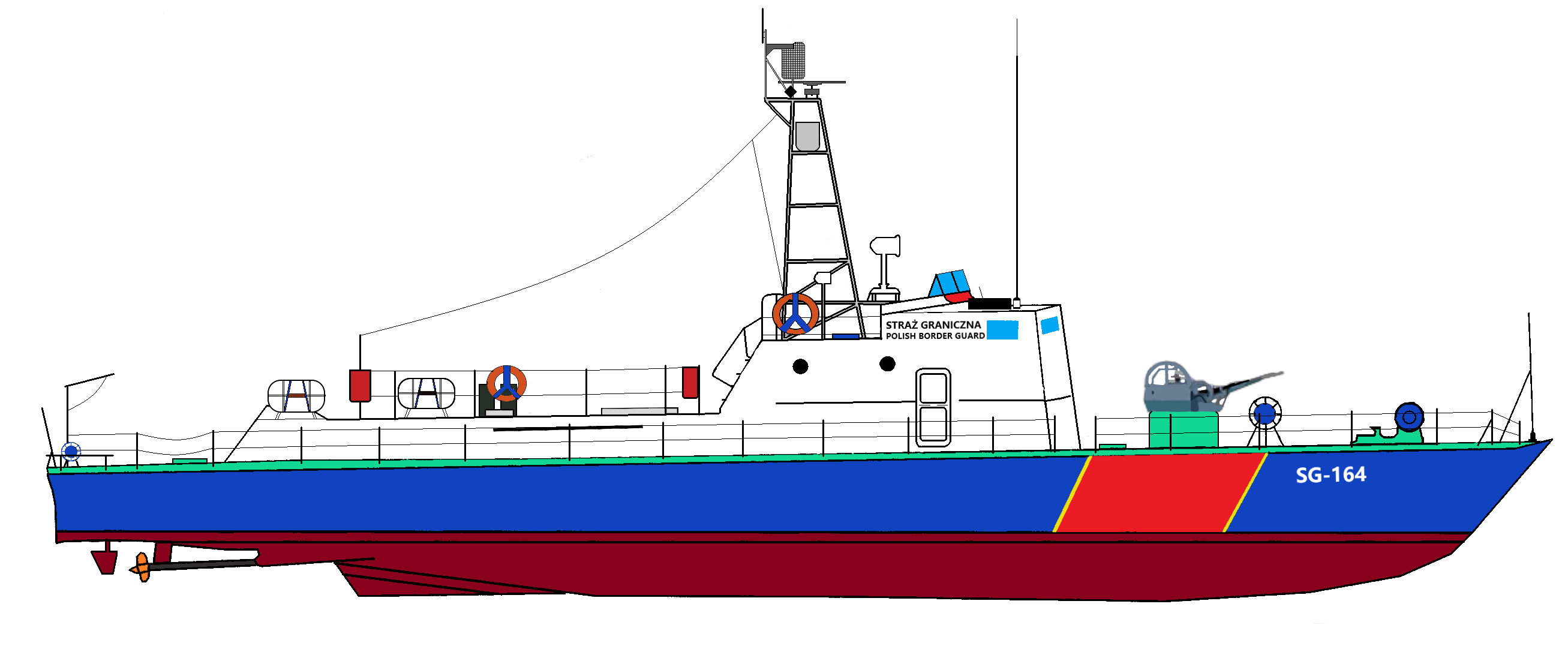
kuter patrolowy projektu 918

  - okręty patrolowe projektu 9: OP-202 „Gardno”, OP-203 „Gopło”, OP-204 „Wigry”[8]
  - okręty patrolowe projektu 902: OP-205 „Neptun”, OP-206 „Saturn”, OP-207 „Pegaz”, OP-208 „Orion”, OP-209 „Kastor”, OP-210 „Cirus”, OP-211 „Jupiter”, OP-212 „Wega”, OP-213 „Minor”[8]
  - okręty patrolowe projektu 912: OP-301 „Fala”, OP-302 „Szkwał”, OP-303 „Zefir”, „Zorza”, „Tęcza”[9]
  - okręty patrolowe projektu 205: OP-301 „Gdynia”, OP-302 „Szczecin”, OP-303 „Elbląg”[7]
- kutry patrolowe:
  - kutry patrolowe projektu 101
  - kutry projektu 361
  - kutry patrolowe projektu 724
  - kutry patrolowe projektu 90
  - kutry patrolowe projektu 918
- motorówki
- jachty
- pomocnicze jednostki pływające.